# 12A busz (Győr)
A győri 12A jelzésű autóbusz a Révai Miklós utca és az AUDI gyár, 8-as porta megállóhelyek között közlekedik a 12-es busz betétjárataként. A vonalat a Volánbusz üzemelteti.

## Közlekedése
Munkanapokon, a reggeli és a délutáni csúcsidőben, a 12-es busz sűrítésére közlekedik.

## Útvonala
| AUDI gyár, 8-as porta felé | Révai Miklós utca felé |
| --- | --- |
| Révai Miklós utca vá. – Révai Miklós utca – Városház tér – Szent István út – Fehérvári út – Vágóhíd utca – Kandó Kálmán utca – Reptéri út – Martin utca – Kardán utca – AUDI Hungária út – Laktanya utca – AUDI Hungária út – AUDI gyár, 8-as porta | AUDI gyár, 8-as porta – AUDI Hungária út – Laktanya utca – AUDI Hungária út – Kardán utca – Martin utca – Reptéri út – Kandó Kálmán utca – Vágóhíd utca – Fehérvári út – Szent István út – Gárdonyi Géza utca – Révai Miklós utca – Révai Miklós utca vá. |

## Megállók
| 0  | Révai Miklós utca végállomás                                  | 21 | 2, 5, 5B, 5R, 6, 7, 8, 8B, 15, 15A, 19, 21, 21B, 22, 22A, 22B, 22Y, 29, 30, 30A, 30B, 30Y, 31, 31A, 37, 38, 38A Távolsági járatok S10 G10 , IC, InterRégió, EC, EN, ER, gyorsvonat, expresszvonat, | Győr Helyi autóbusz-állomás, Bisinger József park, Posta, Városháza, Honvéd liget, Révai Miklós Gimnázium, Földhivatal, Megyeháza, Győri Törvényszék, Büntetés-végrehajtási Intézet, Richter János Hangverseny- és Konferenciaterem, Vízügyi Igazgatóság, Zenés szökőkút, Bisinger József park, Kormányablak |
| 1  | Városháza                                                     | ∫  | 1, 1A, 2, 5, 5B, 5R, 6, 8, 8B, 11, 14, 14B, 17, 17B, 19, 21, 21B, 22, 22A, 22B, 22Y, 29, 38, 38A, 42, CITY                                                                                         | Győr Helyi autóbusz-állomás, Bisinger József park, Posta, Városháza, Honvéd liget, Révai Miklós Gimnázium, Földhivatal, Megyeháza, Győri Törvényszék, Büntetés-végrehajtási Intézet, Richter János Hangverseny- és Konferenciaterem, Vízügyi Igazgatóság, Zenés szökőkút, Bisinger József park, Kormányablak |
| 3  | Szent István út, Iparkamara (↓) Gárdonyi Géza utca (↑)        | 20 | 8, 8B, 10, 11, 11Y, 14, 14B, 15, 15A, 30, 30A, 30B, 30Y, 31, 31A, 42 | Győr-Moson-Sopron Vármegyei Kereskedelmi és Iparkamara, GYSZSZC Deák Ferenc Közgazdasági Szakgimnáziuma, Révai Parkolóház, Bisinger József park |
| 5  | Fehérvári út, Árkád üzletház (↓) Budai út, Árkád üzletház (↑) | 19 | 2B, 6, 7, 8, 8B, 10, 14, 14B, 17, 17B, 30, 30A, 30B, 31, 31A, CITY | ÁRKÁD |
| 6  | Fehérvári út, Vágóhíd utca                                    | 17 | 7, 8, 8B, 17, 17B, 30, 30A, 30B, 31, 31A | INTERSPAR Center, OBI, LIDL, Gyárvárosi Általános Iskola |
| 7  | Vágóhíd utca                                                  | 16 | 8, 8B, 30, 30A, 30B, 31, 31A | Gyárvárosi Általános Iskola, OBI, INTERSPAR Center, ALDI |
| 8  | Kandó utca, IGM Kft.                                          | 15 | 30, 30A, 30B, 31, 31A | |
| 9  | Gyárváros, vasúti megállóhely                                 | 13 | 30, 30A, 30B, 31, 31A S10 , G10 , gyorsvonat, személyvonat | Győr-Gyárváros E.ON Zrt., Credobus Autóbuszgyár |
| 10 | ÁTI-raktár                                                    | 12 | 20, 20Y, 23, 24, 30, 30A, 30B, 31, 31A | |
| 11 | Reptéri út, Hűtőház utca                                      | 11 | 20, 20Y, 23, 24, 30, 30A, 30B, 31, 31A | Kenyérgyár |
| 13 | Oxigéngyári utca                                              | 9  | 15, 15A, 20, 20Y, 24, 30Y | |
| 15 | AUDI gyár, 4-es porta                                         | 7  | 15, 15A, 20, 20Y, 24, 30Y | AUDI gyár |
| 16 | Rába gyár, személyporta                                       | 6  | 15, 15A, 20, 20Y, 24, 30Y | AUDI gyár, RÁBA gyár |
| 17 | Kardán utca, AUDI gyár, 3-as porta                            | 5  | 15, 15A, 20, 20Y, 24, 30Y | AUDI gyár |
| 18 | AUDI gyár, főbejárat                                          | 4  | 15, 15A, 20, 20Y, 24, 30Y | AUDI gyár |
| 19 | Íves utca                                                     | 3  | 20, 20Y, 24, 30Y | |
| 20 | AUDI gyár, 10-es porta (Honvédség)                            | 2  | 20, 20Y, 24, 41, 42 | AUDI gyár, Honvédség |
| 21 | AUDI gyár, 9-es porta                                         | 1  | 20, 20Y, 24 | AUDI gyár |
| 22 | AUDI gyár, 8-as porta végállomás                              | 0  | 15, 15A, 20, 20Y, 24 | AUDI gyár |